# 1993 a filmművészetben

## Események
- január 1. – Kínában is megszüntetik a filmforgalmazás állami monopóliumát
- március 31. – Brandon Lee színész a Holló című film forgatásán egy éles lövedéktől meghal.
- szeptember 13. – Az amerikai kábeltévétársaság, a Viacom Inc. 8,2 milliárd dollárért megveszi a Communications Inc.-t, átveszi az utolsó, addig még független hollywoodi filmstúdióval együtt. Ezzel a Time Warner, a News, a Bertelsmann és a Disney után létrejön a világ ötödik legnagyobb médiakonszerne.

## Sikerfilmek
| #  | cím                               | stúdió    | összbevétel  | észak-amerikai bevétel | gyártási költség |
| -- | --------------------------------- | --------- | ------------ | ---------------------- | ---------------- |
| 1  | Jurassic Park                     | Universal | $914 691 118 | $357 067 947           | $63 000          |
| 2  | Mrs. Doubtfire – Apa csak egy van | Fox       | $441 286 195 | $219 195 243           | $25 000          |
| 3  | A szökevény                       | Warner    | $368 875 760 | $183 875 760           | $44 000          |
| 4  | Schindler listája                 | Universal | $321 306 305 | $96 065 768            | $22 000          |
| 5  | A cég                             | Paramount | $270 248 367 | $158 348 367           | $42 000          |
| 6  | Tisztességtelen ajánlat           | Paramount | $266 614 059 | $106 614 059           | $38 000          |
| 7  | Cliffhanger – Függő játszma       | TriStar   | $255 000 211 | $84 049 211            | $70 000          |
| 8  | A szerelem hullámhosszán          | TriStar   | $227 799 884 | $126 680 884           | $21 000          |
| 9  | Philadelphia – Az érinthetetlen   | TriStar   | $206 678 440 | $77 446 440            | $26 000          |
| 10 | A Pelikán ügyirat                 | Paramount | $195 268 056 | $100 768 056           | $16 600 000      |

## Filmbemutatók

### Magyar filmek
| Cím                          | Rendező                                         |
| ---------------------------- | ----------------------------------------------- |
| Alibi                        | Horváth Ádám                                    |
| Anekdota                     | Seregi László                                   |
| Aranykor                     | Iványi Marcell                                  |
| Blue Box                     | Káldor Elemér                                   |
| Bukfenc                      | Pajer Róbert                                    |
| Citromdisznó                 | Szőke András                                    |
| Fényérzékeny történet        | Erdőss Pál                                      |
| Gyerekgyilkosságok           | Szabó Ildikó                                    |
| Holtak szabadsága            | Gyöngyössy Imre, Kabay Barna és Petényi Katalin |
| Hoppá                        | Maár Gyula                                      |
| Indián tél                   | Erdélyi János                                   |
| Kölcsönkapott idő            | Poór István                                     |
| A magzat                     | Mészáros Márta                                  |
| Nyomkereső                   | Tóth Eszter                                     |
| Priváthorvát és Wolframbarát | Gödrös Frigyes                                  |
| Sade márki élete             | Szirtes András                                  |
| Senkiföldje                  | Jeles András                                    |
| Sose halunk meg              | Koltai Róbert                                   |
| Szerep                       | Horváth Ádám                                    |
| A turné                      | Bereményi Géza                                  |
| Utrius                       | Grunwalsky Ferenc                               |
| Vasisten gyermekei           | Tóth Tamás                                      |
| Vigyázók                     | Sára Sándor                                     |

### Észak-amerikai, országos bemutatók
január – december
| Magyar cím                                        | Eredeti cím                                  | Rendező                             | Stúdió / Forgalmazó     | [ 9 ] |
| ------------------------------------------------- | -------------------------------------------- | ----------------------------------- | ----------------------- | ----- |
| 2 és ½ kém                                        | Undercover Blues                             | Herbert Ross                        | Metro-Goldwyn-Mayer     |       |
| 4 dínó New Yorkban                                | We're Back! A Dinosaur's Story               | Phil Nibbelink és Simon Wells       | Universal Pictures      |       |
| Addams Family 2. – Egy kicsivel galádabb a család | Addams Family Values                         | Barry Sonnenfeld                    | Paramount Pictures      |       |
| Aki kapja, marha                                  | Married to It                                | Arthur Hiller                       | Orion Pictures          |       |
| Amos és Andrew bilincsben                         | Amos & Andrew                                | E. Max Frye                         | Columbia Pictures       |       |
| Apáca show 2. – Újra virul a fityula              | Sister Act 2: Back in the Habit              | Bill Duke                           | Buena Vista             |       |
| Apám nevében                                      | In the Name of the Father                    | Jim Sheridan                        | Universal Pictures      |       |
| Az arc nélküli ember                              | The Man Without a Face                       | Mel Gibson                          | Warner Bros.            |       |
| Árnyékország                                      | Shadowlands                                  | Richard Attenborough                | Savoy Pictures          |       |
| Árral szemben                                     | Striking Distance                            | Rowdy Herrington                    | Columbia Pictures       |       |
| Az ártatlanság kora                               | The Age of Innocence                         | Martin Scorsese                     | Columbia Pictures       |       |
| A bajnok és a kölyök                              | Sidekicks                                    | Aaron Norris                        | Triumph Releasing       |       |
| Banya csak egy van                                | Hexed                                        | Alan Spencer                        | Columbia Pictures       |       |
| A barátom a halálom                               | My Boyfriend's Back                          | Bob Balaban                         | Buena Vista             |       |
| Batman: A rém álarca                              | Batman: Mask of the Phantasm                 | Eric Radomski és Bruce W. Timm      | Warner Bros.            |       |
| Beethoven 2.                                      | Beethoven's 2nd                              | Rod Daniel                          | Universal Pictures      |       |
| Benny és Joon                                     | Benny & Joon                                 | Jeremiah S. Chechik                 | Metro-Goldwyn-Mayer     |       |
| A bérgyilkosnő                                    | Point of No Return                           | John Badham                         | Warner Bros.            |       |
| A beugró                                          | The Temp                                     | Tom Holland                         | Paramount Pictures      |       |
| Beverly Hill-dili                                 | The Beverly Hillbillies                      | Penelope Spheeris                   | 20th Century Fox        |       |
| Bronxi mese                                       | A Bronx Tale                                 | Robert De Niro                      | Savoy Pictures          |       |
| Bűnben égve                                       | Guilty as Sin                                | Sidney Lumet                        | Buena Vista             |       |
| Bűvölet                                           | Malice                                       | Harold Becker                       | Columbia Pictures       |       |
| Carlito útja                                      | Carlito's Way                                | Brian De Palma                      | Universal Pictures      |       |
| CB4                                               | CB4                                          | Tamra Davis                         | Universal Pictures      |       |
| A cég                                             | The Firm                                     | Sydney Pollack                      | Paramount Pictures      |       |
| Célkeresztben                                     | In the Line of Fire                          | Wolfgang Petersen                   | Columbia Pictures       |       |
| Cliffhanger – Függő játszma                       | Cliffhanger                                  | Renny Harlin                        | TriStar Pictures        |       |
| Csak az erős győzhet                              | Only the Strong                              | Sheldon Lettich                     | 20th Century Fox        |       |
| Csúcsfejek                                        | Coneheads                                    | Steve Barron                        | Paramount Pictures      |       |
| Dave                                              | Dave                                         | Ivan Reitman                        | Warner Bros.            |       |
| Jöttünk, láttunk, visszamennénk                   | Les visiteurs                                | Jean-Marie Poiré                    | Gaumont                 |       |
| Dennis, a komisz                                  | Dennis the Menace                            | Nick Castle                         | Warner Bros.            |       |
| Diótörő                                           | The Nutcracker                               | Emile Ardolino                      | Warner Bros.            |       |
| Dobd fel magad!                                   | Airborne                                     | Rob Bowman                          | Warner Bros.            |       |
| Ég és föld                                        | Heaven & Earth                               | Oliver Stone                        | Warner Bros.            |       |
| Égi tűz                                           | Fire in the Sky                              | Robert Lieberman                    | Paramount Pictures      |       |
| Elbaltázott nászéjszaka                           | So I Married an Axe Murderer                 | Thomas Schlamme                     | TriStar Pictures        |       |
| Életben maradtak                                  | Alive                                        | Frank Marshall                      | Buena Vista             |       |
| Életem                                            | My Life                                      | Bruce Joel Rubin                    | Columbia Pictures       |       |
| Ernest kereket old                                | Ernest Rides Again                           | John R. Cherry III                  | Emshell Producers Group |       |
| Az év újonca                                      | Rookie of the Year                           | Daniel Stern                        | 20th Century Fox        |       |
| Ez a fiúk sorsa                                   | This Boys Life                               | Michael Caton-Jones                 | Warner Bros.            |       |
| Fater: élve vagy halva                            | Father Hood                                  | Darrell Roodt                       | Buena Vista             |       |
| Fenegyerekek                                      | Gunmen                                       | Deran Sarafian                      | Dimension Films         |       |
| Félelem nélkül                                    | Fearless                                     | Peter Weir                          | Warner Bros.            |       |
| Forráspont                                        | Boiling Point                                | James B. Harris                     | Warner Bros.            |       |
| Fortress – 33 emelet mélyen a pokolban            | Fortress                                     | Stuart Gordon                       | Miramax Films           |       |
| Geronimo                                          | Geronimo: An American Legend                 | Walter Hill                         | Columbia Pictures       |       |
| Gilbert Grape                                     | What's Eating Gilbert Grape                  | Lasse Hallström                     | Paramount Pictures      |       |
| A grund                                           | The Sandlot                                  | David M. Evans                      | 20th Century Fox        |       |
| A gyereknepper                                    | Life with Mikey                              | James Lapine                        | Buena Vista             |       |
| A gyilkos csönd                                   | Hear No Evil                                 | Robert Greenwald                    | 20th Century Fox        |       |
| Gyilkos kobold                                    | Leprechaun                                   | Mark Jones                          | Trimark Pictures        |       |
| Gyilkos nap                                       | Rising Sun                                   | Philip Kaufman                      | 20th Century Fox        |       |
| Haláli fegyver                                    | Loaded Weapon 1                              | Gene Quintano                       | New Line Cinema         |       |
| Halálos árnyék                                    | The Dark Half                                | George A. Romero                    | Orion Pictures          |       |
| Halálos riválisok                                 | Best of the Best 2                           | Robert Radler                       | 20th Century Fox        |       |
| A három testőr                                    | The Three Musketeers                         | Stephen Herek                       | Buena Vista             |       |
| Hasznos holmik                                    | Needful Things                               | Fraser Clarke Heston                | Columbia Pictures       |       |
| Hátulgombolós hekus                               | Cop and a Half                               | Henry Winkler                       | Universal Pictures      |       |
| Hazug igazság                                     | Poetic Justice                               | John Singleton                      | Columbia Pictures       |       |
| Hiába futsz                                       | Nowhere to Run                               | Robert Harmon                       | Columbia Pictures       |       |
| Hóbortos hétvége 2.                               | Weekend at Bernie's II                       | Robert Klane                        | TriStar Pictures        |       |
| Hófehérke 2.: Boldogan éltek míg…                 | Happily Ever After                           | John Howley                         | 1st National Film Group |       |
| Hókusz pókusz                                     | Hocus Pocus                                  | Kenny Ortega                        | Buena Vista             |       |
| Huckleberry Finn kalandjai                        | The Adventures of Huck Finn                  | Stephen Sommers                     | Buena Vista             |       |
| Hús és vér                                        | Flesh and Bone                               | Steve Kloves                        | Paramount Pictures      |       |
| Idétlen időkig                                    | Groundhog Day                                | Harold Ramis                        | Columbia Pictures       |       |
| Indián nyár                                       | Indian Summer                                | Mike Binder                         | Buena Vista             |       |
| Az ítélet éjszakája                               | Judgment Night                               | Stephen Hopkins                     | Universal Pictures      |       |
| Jack, a mackó                                     | Jack the Bear                                | Marshall Herskovitz                 | 20th Century Fox        |       |
| Jég veled!                                        | Cool Runnings                                | Jon Turteltaub                      | Buena Vista             |       |
| Jessie Lee bosszúja                               | Posse                                        | Mario Van Peebles                   | Gramercy Pictures       |       |
| Jófiú                                             | The Good Son                                 | Joseph Ruben                        | 20th Century Fox        |       |
| Josh és S.A.M.                                    | Josh and S.A.M.                              | Billy Weber                         | Columbia Pictures       |       |
| Jurassic Park                                     | Jurassic Park                                | Steven Spielberg                    | Universal Pictures      |       |
| Karácsonyi lidércnyomás                           | A Nightmare Before Christmas                 | Henry Selick                        | Buena Vista             |       |
| Kaszakő                                           | Son in Law                                   | Steve Rash                          | Buena Vista             |       |
| Ki szeret a végén?!                               | Three of Hearts                              | Jurek Bogajevic                     | New Line Cinema         |       |
| A kukorica gyermekei 2. – A végső áldozat         | Children of the Corn II: The Final Sacrifice | David Price                         | Miramax Films           |       |
| A léc hátán is megélnek                           | Aspen Extreme                                | Patrick Hasburgh                    | Buena Vista             |       |
| Lelkük rajta                                      | Heart and Souls                              | Ron Underwood                       | Universal Pictures      |       |
| Lopakodók                                         | Sniper                                       | Luis Llosa                          | TriStar Pictures        |       |
| Lökött örökösök                                   | Splitting Heirs                              | Robert Young                        | Universal Pictures      |       |
| Made in America                                   | Made in America                              | Richard Benjamin                    | Warner Bros.            |       |
| Marilyn mosolya                                   | Calendar Girl                                | John Whitesell                      | Columbia Pictures       |       |
| Matiné                                            | Matinee                                      | Joe Dante                           | Universal Pictures      |       |
| Max 3000 – Az ember legjobb barátja               | Man's Best Friend                            | John Lafia                          | New Line Cinema         |       |
| Mennyei örömök klubja                             | The Joy Luck Club                            | Wayne Wang                          | Buena Vista             |       |
| Meteorember                                       | The Meteor Man                               | Robert Townsend                     | Metro-Goldwyn-Mayer     |       |
| Mindent a győzelemért!                            | Rudy                                         | David Anspaugh                      | TriStar Pictures        |       |
| Most jövök a falvédőről                           | Born Yesterday                               | Luis Mandoki                        | Buena Vista             |       |
| Mr. Jones                                         | Mr. Jones                                    | Mike Figgis                         | TriStar Pictures        |       |
| Mrs. Doubtfire – Apa csak egy van                 | Mrs. Doubtfire                               | Chris Columbus                      | 20th Century Fox        |       |
| Mr. Wonderful                                     | Mr. Wonderful                                | Anthony Minghella                   | Warner Bros.            |       |
| Nagy durranás 2. – A második pukk                 | Hot Shots! Part Deux                         | Jim Abrahams                        | 20th Century Fox        |       |
| A nagymama soha!                                  | Lost in Yonkers                              | Martha Coolidge                     | Columbia Pictures       |       |
| A nemek harca                                     | The Opposite Sex and How to Live with Them   | Matthew Meshekoff                   | Miramax Films           |       |
| Nicsak, ki beszél most!                           | Look Who's Talking Now                       | Tom Ropelewski                      | TriStar Pictures        |       |
| Nyom nélkül                                       | The Vanishing                                | George Sluizer                      | 20th Century Fox        |       |
| Óvóbácsi                                          | Mr. Nanny                                    | Michael Gottlieb                    | New Line Cinema         |       |
| Összeomlás                                        | Falling Down                                 | Joel Schumacher                     | Warner Bros.            |       |
| A Pelikán-ügyirat                                 | The Pelican Brief                            | Alan J. Pakula                      | Warner Bros.            |       |
| Péntek 13. IX: Jason pokolra jut                  | Jason Goes to Hell: The Final Friday         | Adam Marcus                         | Metro-Goldwyn-Mayer     |       |
| Philadelphia – Az érinthetetlen                   | Philadelphia                                 | Jonathan Demme                      | TriStar Pictures        |       |
| A pusztító                                        | Demolition Man                               | Marco Brambilla                     | Warner Bros.            |       |
| Rakoncátlan szív                                  | Untamed Heart                                | Tony Bill                           | Metro-Goldwyn-Mayer     |       |
| Robin Hood – A fuszeklik fejedelme                | Robin Hood: Men in Tights                    | Mel Brooks                          | 20th Century Fox        |       |
| Robotzsaru 3.                                     | RoboCop 3                                    | Fred Dekker                         | Orion Pictures          |       |
| A rózsaszín párduc fia                            | Son of the Pink Panther                      | Blake Edwards                       | Metro-Goldwyn-Mayer     |       |
| A Sárkány – Bruce Lee élete                       | Dragon: The Bruce Lee Story                  | Rob Cohen                           | Universal Pictures      |       |
| Sátánfajzat                                       | Warlock: The Armageddon                      | Anthony Hickox                      | Trimark Pictures        |       |
| Schindler listája                                 | Schindler's List                             | Steven Spielberg                    | Universal Pictures      |       |
| Sliver                                            | Sliver                                       | Phillip Noyce                       | Paramount Pictures      |       |
| Sommersby                                         | Sommersby                                    | Jon Amiel                           | Warner Bros.            |       |
| A sötétség serege                                 | Army of Darkness                             | Sam Raimi                           | Universal Pictures      |       |
| Super Mario Brothers                              | Super Mario Bros.                            | Annabel Jankel és Rocky Morton      | Buena Vista             |       |
| Szabadítsátok ki Willyt!                          | Free Willy                                   | Simon Wincer                        | Warner Bros.            |       |
| Szellem a gépben                                  | Ghost in the Machine                         | Rachel Talalay                      | 20th Century Fox        |       |
| Szenzációs recepciós                              | For Love or Money                            | Barry Sonnenfeld                    | Universal Pictures      |       |
| A szerelem hullámhosszán                          | Sleepless in Seattle                         | Nora Ephron                         | TriStar Pictures        |       |
| Szerencsétlen baleset                             | The Crush                                    | Alan Shapiro                        | Warner Bros.            |       |
| A szomszéd nője mindig zöldebb                    | Grumpy Old Men                               | Donald Petrie                       | Warner Bros.            |       |
| A szökevény                                       | The Fugitive                                 | Andrew Davis                        | Warner Bros.            |       |
| Szörfös nindzsák                                  | Surf Ninjas                                  | Neal Israel                         | New Line Cinema         |       |
| A tanú teste                                      | Body of Evidence                             | Uli Edel                            | Metro-Goldwyn-Mayer     |       |
| Távol, ahol az elefántok                          | A Far Off Place                              | Mikael Salomon                      | Buena Vista             |       |
| Tina                                              | What's Love Got to Do with It                | Brian Gibson                        | Buena Vista             |       |
| Tini nindzsa teknőcök 3. – Kiből lesz a szamuráj? | Teenage Mutant Ninja Turtles III             | Stuart Gillard                      | New Line Cinema         |       |
| Tiszta románc                                     | True Romance                                 | Tony Scott                          | Warner Bros.            |       |
| Tisztességtelen ajánlat                           | Indecent Proposal                            | Adrian Lyne                         | Paramount Pictures      |       |
| A titkok kertje                                   | The Secret Garden                            | Agnieszka Holland                   | Warner Bros.            |       |
| Tombstone – A halott város                        | Tombstone                                    | George P. Cosmatos                  | Buena Vista             |       |
| Tom és Jerry a moziban                            | Tom and Jerry: The Movie                     | Phil Roman                          | Miramax Films           |       |
| Tökéletes célpont                                 | Hard Target                                  | John Woo                            | Universal Pictures      |       |
| Tökéletes világ                                   | A Perfect World                              | Clint Eastwood                      | Warner Bros.            |       |
| Tökéletlen idők                                   | Dazed and Confused                           | Richard Linklater                   | Gramercy Pictures       |       |
| Tuti balhé                                        | The Real McCoy                               | Russell Mulcahy                     | Universal Pictures      |       |
| Út a csúcsra                                      | The Program                                  | David S. Ward                       | Buena Vista             |       |
| Az utolsó akcióhős                                | Last Action Hero                             | John McTiernan                      | Columbia Pictures       |       |
| Úton hazafelé – Egy hihetetlen utazás             | Homeward Bound: The Incredible Journey       | Duwayne Dunham                      | Buena Vista             |       |
| Végzetes ösztön                                   | Fatal Instinct                               | Carl Reiner                         | Metro-Goldwyn-Mayer     |       |
| Veszett kutya és Glória                           | Mad Dog and Glory                            | John McNaughton                     | Universal Pictures      |       |
| Volt egyszer egy erdő                             | Once Upon a Forest                           | Charles Grosvenor és David Michener | 20th Century Fox        |       |
| Wayne világa 2.                                   | Wayne's World 2                              | Stephen Surjik                      | Paramount Pictures      |       |
|                                                   | Who's the Man?                               | Ted Demme                           | New Line Cinema         |       |
| Zongoralecke                                      | The Piano                                    | Jane Campion                        | Miramax Films           |       |
| Zsarulesen 2.                                     | Another Stakeout                             | John Badham                         | Buena Vista             |       |

### További bemutatók
| Magyar cím                         | Eredeti cím            | Rendező          | [ 9 ] |
| ---------------------------------- | ---------------------- | ---------------- | ----- |
| Az Amazon                          | Fire on the Amazon     | Luis Llosa       |       |
| Arizonai álmodozók                 | Arizona Dream          | Emir Kusturica   |       |
| Húszdolláros komédia               | Twenty Bucks           | Keva Rosenfeld   |       |
| Lady Chatterley szeretője          | Lady Chatterley        | Ken Russell      |       |
| Napok romjai                       | The Remains of the Day | James Ivory      |       |
| Örökifjú & Tsa                     | Younger and Younger    | Percy Adlon      |       |
| Sztálingrád                        | Stalingrad             | Joseph Vilsmaier |       |
| Szving mindhalálig                 | Swing Kids             | Thomas Carter    |       |
| Testrablók: Az invázió folytatódik | Body Snatchers         | Abel Ferrara     |       |

## Díjak, fesztiválok
- Oscar-díj (március 30.)
  - Film: Nincs bocsánat
  - Rendező: Clint Eastwood – Nincs bocsánat
  - Férfi főszereplő: Al Pacino – Egy asszony illata
  - Női főszereplő: Emma Thompson – Szellem a házban
  - Külföldi film: Indokína
- 18. César-gála (március 8.)
  - Film: Vad éjszakák, rendezte Cyril Collard
  - Rendező: Claude Sautet, Dermedt szív
  - Férfi főszereplő: Claude Rich, A hercegi vacsora
  - Női főszereplő: Catherine Deneuve, Indokína
  - Külföldi film: Tűsarok, rendezte Pedro Almodóvar
- 1993-as cannes-i filmfesztivál
- Berlini Nemzetközi Filmfesztivál
  - Arany Medve: Az illatozó lelkek tavának asszonya
  - Ezüst Medve: Arizonai álmodozók
  - Férfi főszereplő: Denzel Washington – Malcom X
  - Női főszereplő: Michelle Pfeiffer – A szeretet földje
- Velencei Nemzetközi Filmfesztivál (szeptember 2–12)
  - Arany Oroszlán: Három szín: kék és a Rövidre vágva
  - Férfi főszereplő: Fabrizio Bentivoglio – Un'Anima Divisa in Due
  - Női főszereplő: Juliette Binoche – Három szín: kék
- 1993-as Magyar Filmszemle

## Halálozások
- január 20. – Audrey Hepburn, színésznő
- február 6. – Joseph Mankiewicz, rendező, producer
- február 11. – Joy Garrett, színésznő
- február 27. – Lillian Gish, színésznő
- február 28. – Ruby Keeler, színésznő
- március 5. – Cyril Collard, színész, rendező
- március 17. – Helen Hayes, színésznő
- március 31. – Brandon Lee, színész
- június 9. – Alexis Smith, színésznő
- július 2. – Fred Gwynne, színész
- július 9. – Will Rogers Jr., színész
- június 30. – George McFarland, színész
- augusztus 16. – Stewart Granger, színész
- szeptember 12. – Raymond Burr, színész
- október 10. – John Bindon, színész
- október 18. – Feleki Kamill, színész, táncművész
- október 25. – Vincent Price, színész
- október 31. – Federico Fellini, olasz rendező
- október 31. – River Phoenix, színész
- november 15. – Fritz Feld, színész
- december 4. – Frank Zappa, dalszövegíró
- december 6. – Don Ameche, színész
- december 14. – Myrna Loy, színésznő
- december 18. – Sam Wanamaker, rendező, színész
- december 19. – Somló Tamás, filmoperatőr